# Юлбердин, Арсланбек Харисович
Арсланбек Харисович Юлбердин (10.10.1925, д. Термень-Елга Стерлитамакского кантона БАССР, ныне в черте г. Ишимбая — 3.3.1996, Уфа) — советский государственный и хозяйственный деятель, общественный деятель. Лауреат премии СМ СССР (1985). Депутат ВС БАССР 9—11-го созывов. Участник Великой Отечественной войны.

## Награды
Ордена Октябрьской Революции (1981), Отечественной войны 1-й ст. (1985), Трудового Красного Знамени (1973), «Знак Почёта» (1963, 1971). Заслуженный строитель БАССР (1985). Почетная грамота Республики Башкортостан (1995). Медаль «Ветеран труда» (1987)